# Zorita (mineral)
La zorita es un mineral de la clase de los inosilicatos, y dentro de esta pertenece al llamado “grupo de la xonotlita”. Fue descubierta en 1972 en el macizo de Lovozero, del óblast de Múrmansk (Rusia), siendo nombrada así del ruso zoria, que significa "resplandor rosado del cielo al amanecer". Un sinónimo es su clave: IMA1972-011.

## Características químicas
Por "zorita"(suerte) es un silicato hidratado e hidroxilado de sodio y titanio. La estructura molecular es de inosilicato anfíbol con dobles cadenas de tetraedros de sílice (SiO4), que están unidos por cationes titanio en una estructura de tres dimensiones, una estructura idéntica a la que se encuentra en la haineaultita —el análogo con calcio de la zorita—, la chivruaiíta —su análogo con niobio— y en el  ETS-4 —zorita sintética—.
Además de los elementos de su fórmula, suele llevar como impurezas: niobio, circonio, hierro, tantalio, manganeso, magnesio, calcio, potasio, flúor, carbono y fósforo.

## Formación y yacimientos
Aparece rellenado las paredes de fracturas y cavidades de rocas pegmatitas alcalinas con nefelina.
Suele encontrarse asociado a otros minerales como: nefelina, egirina, mountainita, natrolita o raíta.